# Jean Ducamps

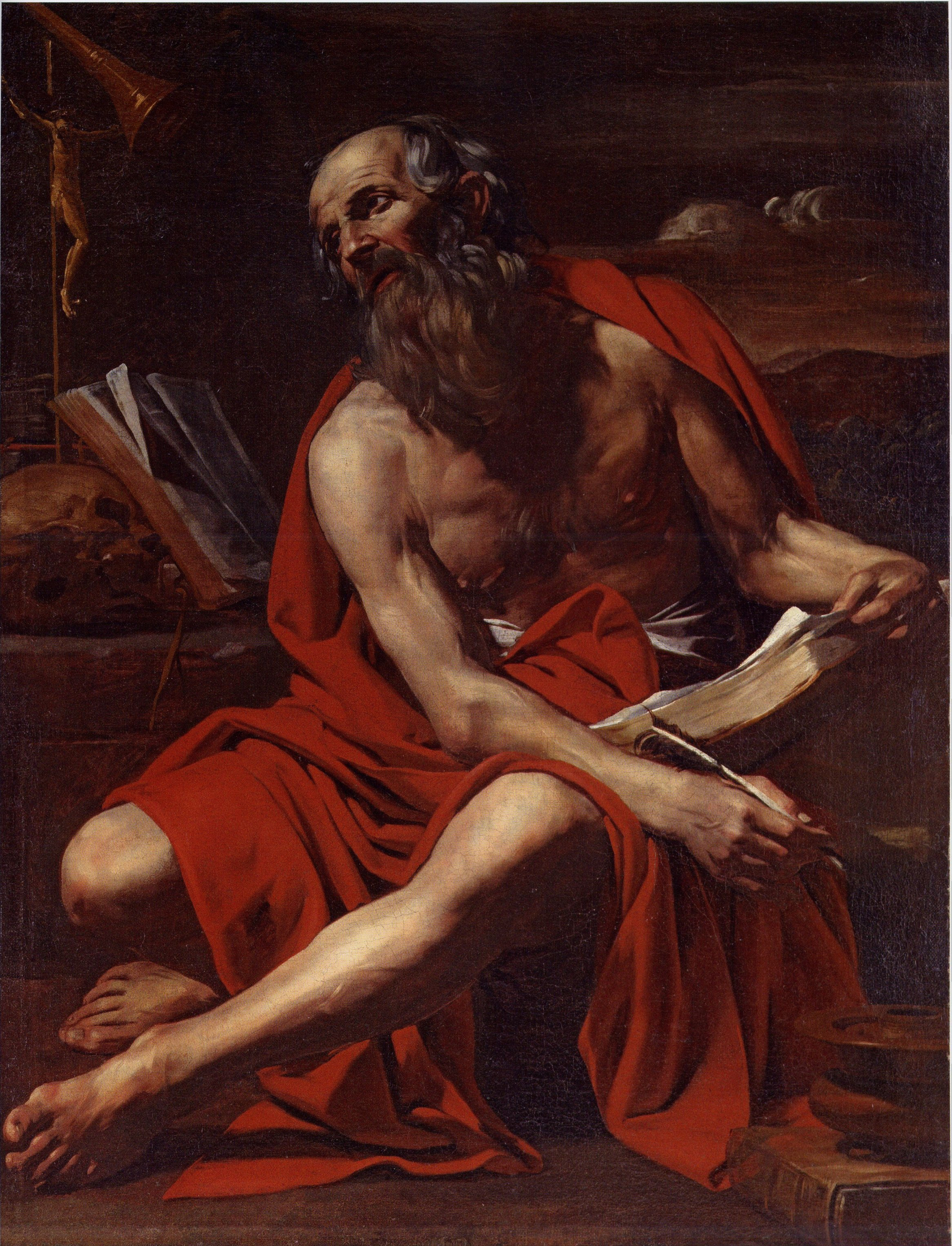
San Jerónimo, óleo sobre lienzo, 131 x 96 cm, Cambrai, Musée des Beaux-Arts. Atribuido a Jean Ducamps, llamado Giovanni di Filippo del Campo.

Jean Ducamps, llamado Giovanni di Filippo del Campo, Jean Asol, Jean Duchamp, Giovanni del Campo y  alias Braef o De Braev (Cambrai, ca. 1600–Madrid, después de 1638), fue un pintor barroco flamenco.

## Biografía
Nacido en Cambrai y alumno de Abraham Janssens en Amberes hacia 1615-1620, se estableció en Roma en torno a 1622. Allí intervino activamente en la formación del grupo de los Bentvueghels, del que fue defensor ante cualquier disputa con la Academia de san Lucas. Joachim von Sandrart, su primer biógrafo y a quien se debe todo cuanto de él se conoce con certeza, afirma que en Roma se acercó a Caravaggio en cuyo estilo pintó muchas medias figuras de apóstoles y evangelistas, y particularmente menciona una Liberación de san Pedro que le proporcionó fama. En Roma tuvo como discípulo a Pieter van Laer, entre otros, hasta que, por mediación del marqués de Castel Rodrigo, embajador de Felipe IV, se trasladó a Madrid según Sandrart para enriquecer las artes y la bolsa.
A Madrid debió de llegar hacia 1637 posiblemente en compañía de Gaspar van Eyck a quien, de acuerdo con la información del Museo del Prado, pintaba las figuras de sus marinas. Podría tratarse del Juan del Campo del que el pintor madrileño y mercader de pinturas Francisco Bergés, en su testamento fechado en septiembre de 1652, se declaraba testamentario y deudor de 200 reales en misas a fray Cristóbal Pérez, que tenía convenido pagar con la entrega de dos países, lo que parece indicar que hacía poco tiempo de su muerte.
Aunque ninguna pintura firmada se conoce, últimamente Ducamps ha sido identificado hipotéticamente con el llamado Maestro de la Incredulidad de Santo Tomás, un anónimo caravaggista activo en Roma hacia 1620-1640, autor de un numeroso grupo de obras reunidas en torno a un lienzo de este asunto conservado en el Palazzo Valentini de Roma que presenta afinidades estilísticas con Cecco da Caravaggio y con otros maestros nórdicos como Nicolas Tournier.